# Hawker Siddeley Trident
Die Hawker Siddeley HS-121 Trident war ein für Kurz- und Mittelstrecken konzipiertes strahlgetriebenes Verkehrsflugzeug. Ursprünglich entwickelt wurde sie von der de Havilland Aircraft Company in den 1950er-Jahren unter der Modellbezeichnung DH.121. Nachdem de Havilland 1959 in der Hawker-Siddeley-Gruppe aufgegangen war, wurde die DH.121 als HS-121 weiterentwickelt und schließlich gebaut.
Die Trident ging auf eine Ausschreibung der British European Airways (BEA) zurück, womit sie für andere Fluggesellschaften nur mäßig attraktiv war. Innerhalb Europas spielte sie jedoch eine wichtige Rolle, auch wenn sie wegen ihrer hohen Betriebskosten schließlich nur relativ kurz im Einsatz war. BEA ging 1972 mit der British Overseas Airways Corporation in der späteren British Airways auf, die ihre Tridents in den 1980er-Jahren durch Boeing 737 und Boeing 757 ersetzte.

## Geschichte

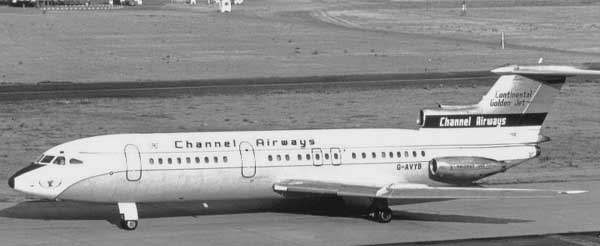
Trident 1E

Im Juli 1956 erbat BEA Angebote für ein neues Mittelstreckenflugzeug, um ihre Vickers Viscounts auf längeren innereuropäischen Strecken durch strahlgetriebene Flugzeuge ersetzen zu können. Der neu zu entwickelnde Typ sollte neben einem kleineren Kurzstreckenmuster (die Ausschreibung hierzu gewann die BAC 1-11) eingesetzt werden. Es wurden verschiedene Entwürfe für den Mittelstreckentyp eingereicht, unter anderem die Bristol 200, die Avro 740, die Vickers VC11 – und die de Havilland DH 121, welche 1958 offiziell zum Gewinner der BEA-Ausschreibung bestimmt wurde.
Die DH 121 war der erste „Trijet“, das heißt der erste Entwurf überhaupt mit drei Triebwerken. Die Entwickler wählten diese Konfiguration, da sie ihrer Meinung nach den besten Kompromiss zwischen wirtschaftlichem Reiseflug und sicherem Start im Fall eines Triebwerksausfalls darstellte. Das Flugzeug sah zunächst, kaum überraschend, aus wie eine verkleinerte De Havilland Comet mit drei Triebwerken. Auch das Heck mit Höhen- und Seitenleitwerk ähnelte zunächst dem der Comet, im Gegensatz zum späteren T-Leitwerk der HS-121 Trident. Die Triebwerke befanden sich bereits wie auch bei der Sud Aviation Caravelle am Heck, so dass die Flügel keine Triebwerke tragen mussten und ganz auf hohe Geschwindigkeit hin ausgelegt werden konnten. Ziel waren etwa 965 km/h (600 mph). Die DH 121 sollte in Zweiklassenkonfiguration 111 Passagieren Platz bieten, eine durchschnittliche Reichweite von 3.330 km und ein Fluggewicht von 63.000 kg haben und von drei Rolls-Royce Medway-Triebwerken mit jeweils 13.790 lbf (61,34 kN) Schub angetrieben werden.
An diesem Punkt entschied man bei BEA, dass ein 111-Sitzer zu groß für die bestehenden Strecken war, woraufhin BEA vorsichtig versuchte, „ihr“ Flugzeug genau auf ihre Bedürfnisse zuzuschneiden. Infolgedessen wurde der Trident-Entwurf verkleinert, was unter anderem dazu führte, dass nur noch die wesentlich kleineren Triebwerke Rolls-Royce Spey 505 mit je 9.850 lbf (43,8 kN) Schub vorgesehen waren, bei einem Fluggewicht von 48.000 kg, einer durchschnittlichen Reichweite von 1.500 km und Platz für 97 Passagiere. Dieser Entwurf verfügte als erster über das T-Leitwerk, das auch alle folgenden Versionen besitzen sollten. Außerdem wurde der Bug neu entworfen, womit diese Fassung sich auch äußerlich erheblich von dem Comet-ähnlichen Ursprungsentwurf unterschied. Das Flugzeug wurde inzwischen – nach einem Preisausschreiben zur Namensgebung – „Trident 1“ genannt. BEA war mit diesem kleineren Entwurf sehr viel zufriedener als zuvor und bestellte am 12. August 1959 zunächst 24 Exemplare.

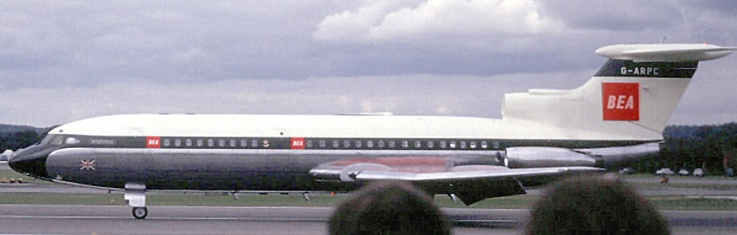
Hawker Siddeley Trident 1C, gebaut 1962; 1975 am Flughafen Heathrow durch Feuer zerstört

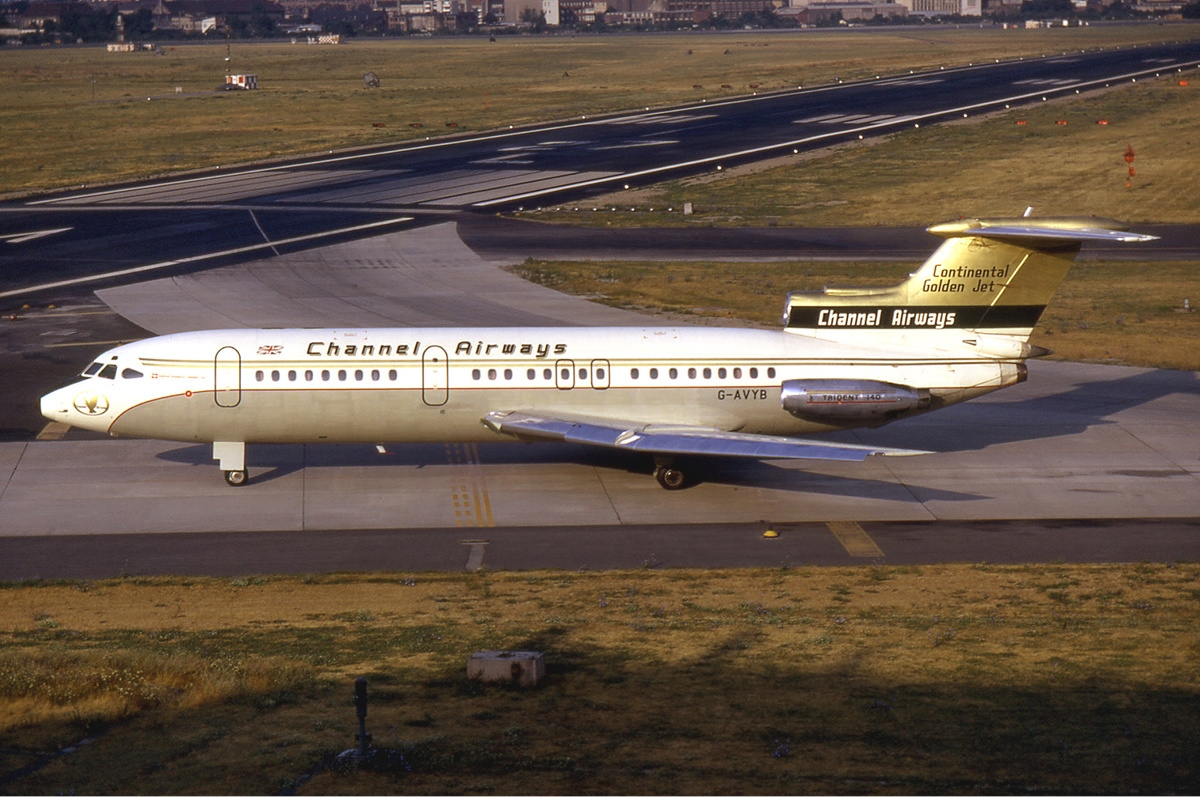
Channel Airways Trident

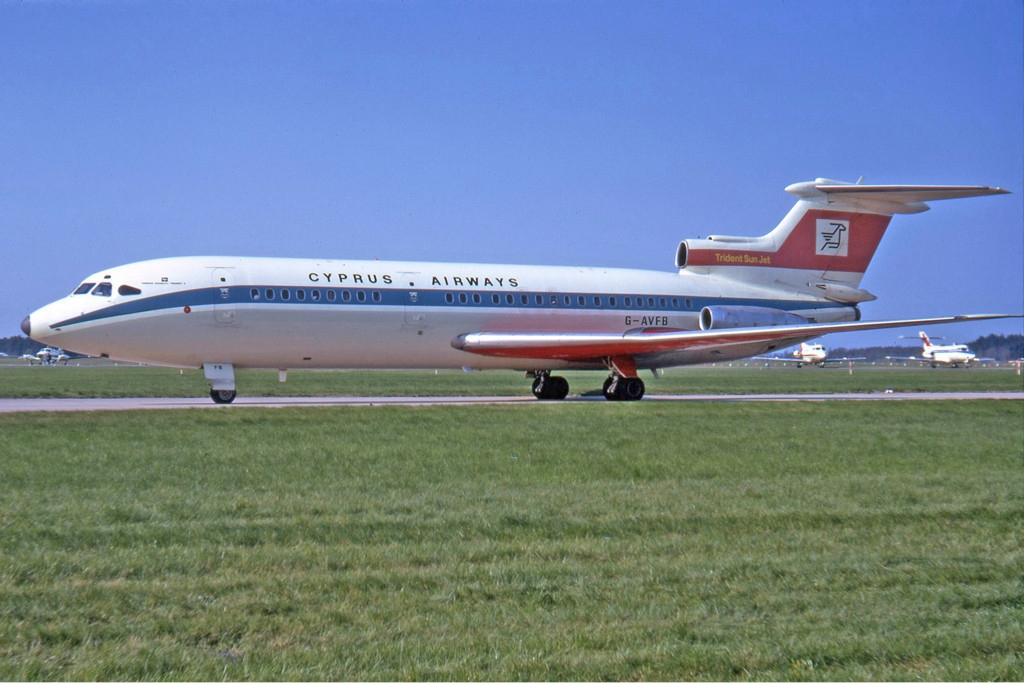
Die G-AVFB der Cyprus Airways, dieses Flugzeug befindet sich heute im Imperial War Museum Duxford

Hawker Siddeley Aviation, gegründet 1959 als Zusammenschluss mehrerer britischer Flugzeughersteller, begann mittlerweile, auch nach anderen Kunden Ausschau zu halten; 1960 begann man Gespräche mit American Airlines, die jedoch eine größere Reichweite forderten – was nicht einer gewissen Ironie entbehrte, da die ursprüngliche DH 121 die Bedingungen von American fast perfekt erfüllte. Trotzdem begann man mit der Entwicklung einer neuen „Trident 1A“, die eine höhere Startmasse von 54.000 kg hatte, eine erhöhte durchschnittliche Reichweite von 2.900 km bot und von stärkeren Spey-510-Triebwerken mit 10.700 lbf (47,6 kN) Schub angetrieben wurde. American Airlines entschied sich letztlich gegen die Trident 1A und für die Boeing 727, welche fast exakt den Spezifikationen der ursprünglichen DH 121 entsprach.
Einige der Änderungen der Trident 1A gegenüber der Trident 1 wurden trotzdem im ersten Prototyp umgesetzt, der schließlich als „Trident 1C“ bezeichnet wurde. Der Hauptunterschied war ein größerer Treibstofftank im Mittelstück der Tragflächen, womit das Fluggewicht 52.000 kg betrug und die durchschnittliche Reichweite auf 2.250 km anstieg. Die erste Trident 1, mit dem Kennzeichen G-ARPA, absolvierte ihren Jungfernflug am 9. Januar 1962 und wurde am 1. April 1964 von BEA in Dienst gestellt. 1965 hatte BEA eine Flotte von 15 Tridents, bis März 1966 waren es 21.
Hawker Siddeley schlug zu diesem Zeitpunkt eine verbesserte Trident 1C unter der Bezeichnung „Trident 1E“ vor. Sie sollte ein Fluggewicht von 58.000 kg, Spey-511-Triebwerke mit 11.400 lbf (50,7 kN) Schub und eine größere Flügelfläche (durch größere Flügelstreckung) besitzen. Der Rumpf blieb unverändert, bot jedoch – bei sieben Sitzen pro Reihe – 149 Passagieren Platz. Diese Veränderungen brachten die 1E wieder näher an das ursprüngliche Konzept der DH 121, allerdings mit insgesamt 7.000 lbf (31 kN) weniger Antriebsschub. Die auf hohe Geschwindigkeiten ausgelegten Tragflächen erzeugten bei niedrigeren Geschwindigkeiten weniger Auftrieb, was zusammen mit dem schwachen Schub dazu führte, dass die Trident 1E sehr lang brauchte, um abzuheben. Dies brachte ihr in der Presse den Spitznamen „Ground Gripper“ (etwa: „Bodenklammerer“) ein. Die neue Version verkaufte sich nur schwer – Kuwait Airways und Iraqi Airways bestellten je drei, PIA vier (die später an CAAC verkauft wurden), Channel Airways und Northeast Airlines jeweils zwei Flugzeuge und Air Ceylon eines.
Zu diesem Zeitpunkt befand BEA, dass die Trident nun nicht mehr ausreichend Reichweite für das ständig expandierende Streckennetz bot, also eine Version mit vergrößerter Reichweite benötigt wurde. Hawker Siddeley entwarf daraufhin eine weitere Weiterentwicklung, die „Trident 1F“. Sie bekam die Spey-511-Triebwerke der 1E und einen um 2,8 m gestreckten Rumpf. Ihr Fluggewicht betrug 60.000 kg und in der ursprünglichen Sitzkonfiguration mit fünf Sitzen pro Reihe bot sie 128 Passagieren Platz. BEA wollte 10 Trident 1F bestellen und Optionen für weitere 14 aufnehmen. Im Lauf der Entwicklung der 1F zeigte sich, dass so viele Änderungen vorgenommen wurden, dass sich Hawker Siddeley entschloss, sie schließlich als „Trident 2E“ zu bezeichnen, wobei „E“ für „Extended Range“ (erhöhte Reichweite) stand. Die 2E wurde schließlich mit Spey-512-Triebwerken mit einem Schub von jeweils 11.930 lbf (53,1 kN) ausgestattet und hatte ein Fluggewicht von 65.000 kg sowie eine durchschnittliche Reichweite von 3.200 km. Außerdem wurden die Flügelvorderkanten mit Vorflügeln ausgestattet und die Spannweite durch an die Forschungen von Erich von Holst und Dietrich Küchemann angelehnte Wingtips vergrößert. BEA kaufte 15 Exemplare, Cyprus Airways 2 und die chinesische Nationalfluggesellschaft CAAC 33. Der Erstflug der Trident 2E fand am 27. Juli 1967 statt, und BEA nahm den Liniendienst mit diesem Muster im April 1968 auf.
Mittlerweile bildete die Trident das Rückgrat der BEA-Flotte – nun, da sie weitverbreitet im Einsatz war, verlangte BEA ein nochmals größeres Muster. Hawker Siddeley bot 1965 zwei mögliche Typen an: zum einen die HS-132, ein größeres, nur noch zweistrahliges, Flugzeug mit Platz für 158 Passagiere, das ansonsten der Trident noch stark ähnelte; zum anderen die HS-134, mit unter den Tragflächen montierten Triebwerken und Platz für 185 Passagiere. Die HS-134 war ein sehr fortschrittlicher Entwurf, welcher der gut 15 Jahre später auf den Markt gebrachten Boeing 757 ähnelte. Sowohl HS-132 als auch HS-134 sollten mit dem damals in der Entwicklung befindlichen Rolls-Royce RB-178 angetrieben werden, einem Strahltriebwerk, das als eines der ersten ein hohes Nebenstromverhältnis besitzen sollte. BEA entschied sich stattdessen, Boeing 727 und 737 zu kaufen, um sowohl die BAC 1-11 als auch die Trident zu ersetzen. Gegen dieses Vorhaben sprach die britische Regierung (der BEA gehörte) jedoch später ein Veto aus.
BEA wandte sich daraufhin wieder an Hawker Siddeley und entschied sich stattdessen für eine gestreckte Trident-Version, die „Trident 3“. Die Trident 3 hatte einen um 5 m gestreckten Rumpf mit Platz für bis zu 180 Passagiere, ein erhöhtes Fluggewicht von 65.000 kg und modifizierte Tragflächen zur Vergrößerung der Flügelstreckung. Die Triebwerke sollten jedoch unverändert bleiben; BEA lehnte das Muster daraufhin ab, da man auf Grund der Start- und Steigprobleme der Trident 2E befürchtete, dass die Trident 3 in heißer und hoch gelegener Umgebung nicht mehr in der Lage gewesen wäre, überhaupt abzuheben. Da das Spey 512 das letzte Modell der Spey-Reihe war, war es schwierig, dem Flugzeug zusätzlichen Schub zu geben. Statt einen neuen Triebwerkstyp einzubauen – was schwierig gewesen wäre, da sich eines immerhin im Seitenleitwerk befand, das aerodynamisch entsprechend hätte angepasst werden müssen – entschloss sich Hawker Siddeley, ein viertes, kleineres Triebwerk im Heck einzubauen. Es handelte sich um das nur gut 1,3 Meter lange Turbojet-Triebwerk Rolls-Royce RB.162-86, das seine eigene Luftzufuhr durch zwei bewegliche Klappen in der Heckverkleidung besaß. Das Triebwerk wurde nur bei Bedarf genutzt und gab der Trident 15 % mehr Schub für den Start, bei nur um 5 % erhöhtem Gewicht. BEA akzeptierte diese etwas merkwürdige Mischung unter der Bezeichnung „Trident 3B“ und bestellte 26 Exemplare. Der Erstflug fand am 11. Dezember 1969 statt, der erste Linienflug am 1. April 1971. Eine weiter erhöhte Treibstoffkapazität führte zur „Super Trident 3B“, von der zwei an CAAC verkauft wurden.
1977 wurden Ermüdungsrisse in den Tragflächen der Trident 3 der British Airways gefunden. Alle Exemplare wurden zum Hersteller zurückbeordert, wo Reparaturen durchgeführt wurden, nach denen alle Trident 3 wieder in Dienst gestellt wurden. British Airways stellte die Maschinen 1985 außer Dienst, in China waren die Maschinen bis weit in die 1990er-Jahre im Einsatz. Heute sind keine flugfähigen Exemplare mehr vorhanden.
Insgesamt wurden nur 117 Tridents gebaut. Die Ironie liegt hierbei darin, dass von der Boeing 727, die fast vollständig der ursprünglichen Trident-Spezifikation entsprach, 1.832 Exemplare verkauft wurden.

## Konstruktion

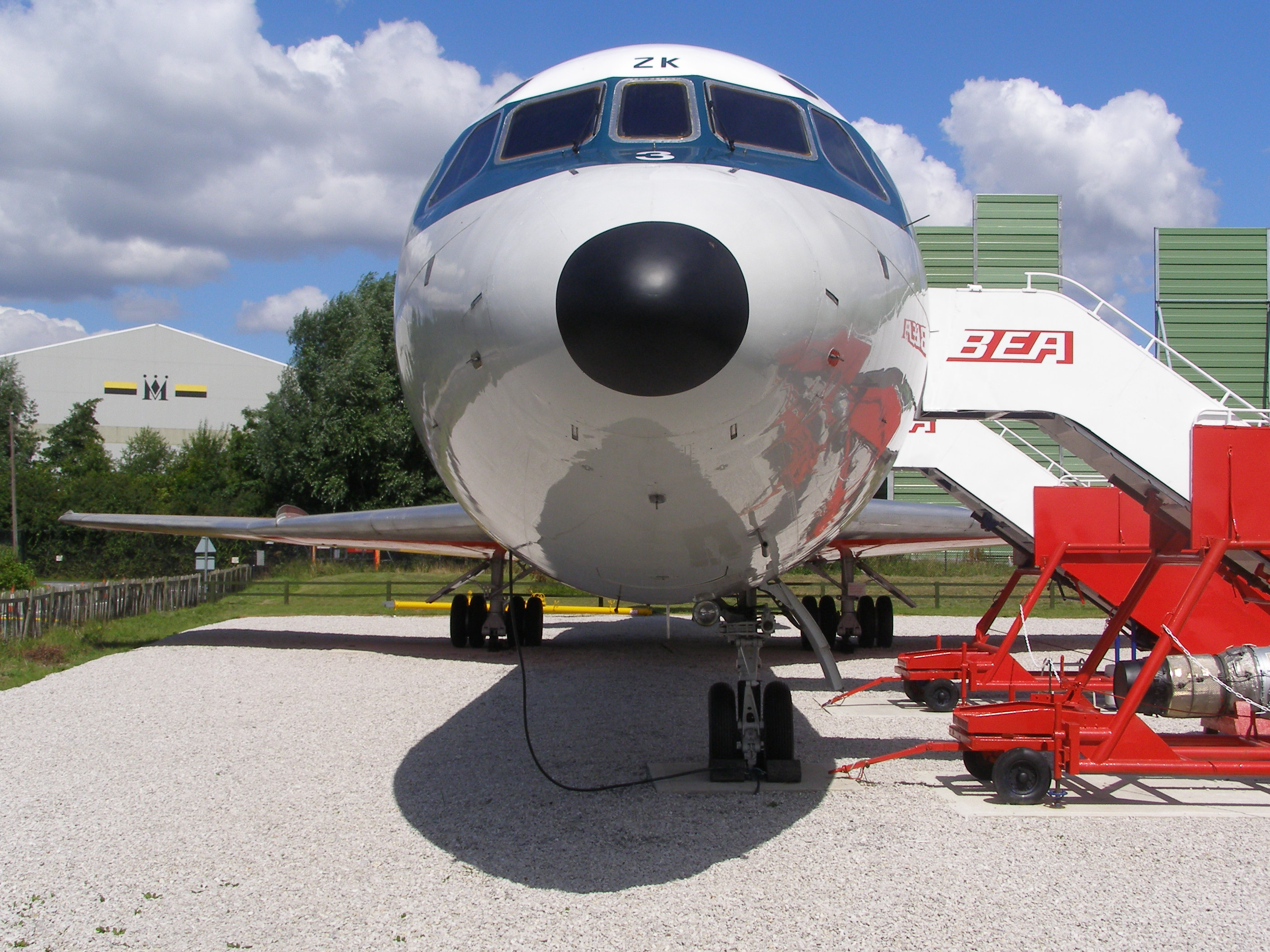
Trident 3B, gut zu erkennen ist das außermittige Bugfahrwerk

Die gesamte Fahrwerkkonstruktion der Trident wies einige Besonderheiten auf. So befand sich das Bugfahrwerk außergewöhnlich weit hinten. Der Grund hierfür war, dass im Bug des Flugzeuges sehr viel Platz für die Computer des automatischen Blindlandesystems benötigt wurde. Aus denselben platztechnischen Gründen wurde das Bugfahrwerk nicht (wie bei den meisten Flugzeugen üblich) vor- oder rückwärts, sondern quer eingezogen, sodass es sich im ausgefahrenen Zustand nicht mittig, sondern links versetzt befand, was der Trident bei Ansicht von vorn ein kurios asymmetrisches Aussehen verlieh (siehe Abb.). Auch das Hauptfahrwerk wich in der Konstruktion von denen anderer Flugzeuge dieser Klasse stark ab: da je Fahrgestell vier Reifen nebeneinander quer auf einer Achse angebracht waren, ihre Einzugsschächte im Rumpf sich jedoch längs erstreckten, mussten die beiden Achsen beim Ein- und Ausfahren stets um 90° gedreht werden, um eingeklappt bzw. in Rollposition gebracht werden zu können. Derart komplexe Fahrwerkskonstruktionen sind bzw. waren bei Flugzeugen, insbesondere bei Passagiermaschinen nur sehr selten vorzufinden, wie etwa beim sowjetischen Überschallflugzeug Tu-144 oder beim US-Langstreckenbomber B-52.
Ein wichtiges technologisches Merkmal der Trident war ihr vollständig automatisches Blindlandesystem, das auf dem Autopiloten SEP5 von Smith Industries beruhte. Mit ihm konnte das Flugzeug auch unter Wetterbedingungen landen, in denen die meisten anderen Typen zu anderen Flughäfen umgeleitet worden wären, was die Pünktlichkeitsrate der Trident verbesserte.
Eine Trident war 1964 das erste große Verkehrsflugzeug, das bei einem Testflug eine automatische Landung im Blindflug durchführte. Damit wurde es später möglich, auch bei sehr dichtem Nebel zu landen. Nebel war zuvor ein großes Problem in Heathrow und führte zu vielen Flugstreichungen und -verspätungen.
Nach der Sud Aviation Caravelle war die Trident somit der zweite Verkehrsflugzeugtyp, der mit einem zugelassenen und im Linienbetrieb verwendeten Autoland-System ausgerüstet war. Das System wurde ab 1964 erprobt und ab 1968 für den Linieneinsatz nach CAT II (Kategorie II) zugelassen. Bis Ende 1970 wurden durch BEA bereits 7500 Landungen mit diesem System durchgeführt. 1972 wurde die Zulassung auf CAT IIIA und 1975 auf CAT IIIB erweitert.
Die Trident war das erste Linienflugzeug, das serienmäßig mit Flugschreibern ausgerüstet war (ab 1964).
Die Schubumkehr der Trident konnte im Flug aktiviert werden, womit es ihr möglich war, sicher mit einer Sinkrate von 10.000 Fuß/Minute (ca. 3050 m/Minute) zu sinken. Diese Möglichkeit wurde jedoch nur selten genutzt.
Die Trident erreichte Reisegeschwindigkeiten von über 965 km/h und gehörte damit zu den schnellsten Unterschall-Linienflugzeugen.

## Nutzung

### Zivile Nutzer

#### Betreiber werksneuer Maschinen
- 01 Air Ceylon
- 02 BKS Air Transport
- 65 British European Airways (BEA)
- 35 CAAC
- 02 Channel Airways
- 02 Cyprus Airways
- 03 Iraqi Airways
- 03 Kuwait Airways
- 04 Pakistan International Airlines (PIA)

#### Betreiber gebraucht erworbener Maschinen
- Air Charter Service (Zaire)
- China United Airlines
- Northeast Airlines

### Militärische Nutzer
- Volksrepublik China, gebrauchte Maschinen der CAAC und PIA
- Pakistan

## Zwischenfälle
Vom Erstflug 1962 bis zum Einsatzende 1995 kam es mit der Trident zu 17 Totalschäden. Bei 8 davon kamen 336 Personen ums Leben. Beispiele:
- Am 3. Juni 1966 kam es bei einer Trident 1C (Luftfahrzeugkennzeichen G-ARPY) auf einem Testflug von Hawker Siddeley zu einem Strömungsabriss in Form eines Deep Stall; die Maschine stürzte bei Felthorpe zu Boden. Alle vier Insassen starben dabei (siehe auch Flugunfall der Hawker Siddeley Trident G-ARPY).

- Am 3. Juli 1968 wurden zwei geparkte Trident 1Cs der British European Airways (Luftfahrzeugkennzeichen: G-ARPI und G-ARPT) in London-Heathrow von einer Airspeed Ambassador der BKS Air Transport gestreift, die bei der Landung außer Kontrolle geraten war und über das Vorfeld schoss. Dabei kamen die fünf Insassen der Ambassador ums Leben, 28 Flughafenmitarbeiter wurden verletzt. Die G-ARPI konnte repariert, die G-ARPT musste abgeschrieben werden. Als Unfallursache galt eine defekte Landeklappe, welche die Tragfläche der Ambassador den Boden streifen ließ (siehe auch BKS-Air-Transport-Flug 6845).[3][4]

- Am 18. Juni 1972 stürzte eine Trident 1C der British European Airways (BEA) (G-ARPI) drei Minuten nach dem Start vom Flughafen London-Heathrow (Vereinigtes Königreich) ab. In einer Höhe von 540 Metern wurden die Vorflügel bei einer um 60 Knoten (111 km/h) zu niedrigen Geschwindigkeit eingefahren, was zu einem Strömungsabriss führte. Die Automatik zur Verhinderung des Strömungsabrisses (stick pusher) wurde manuell abgeschaltet, so dass die Maschine auf dem Boden aufschlug. Alle 118 Menschen an Bord starben. Dies war der schwerste Unfall einer Trident.[5]

- Am 15. September 1975 verunglückte eine Trident 1E der British Airways Regional Division Northeast (vormals Northeast Airlines) (G-AVYD) beim Start auf dem Flughafen Bilbao (Spanien). Die Maschine sollte nach London-Heathrow fliegen; der Start auf der sehr nassen Startbahn wurde erst nach Überschreiten der Entscheidungsgeschwindigkeit V1 abgebrochen. Als der Kapitän erkannte, dass die verbleibende Bremsstrecke nicht ausreichen würde, lenkte er die Maschine nach links von der Bahn ins Gras, wobei sie irreparabel beschädigt wurde. Alle 117 Insassen, sieben Besatzungsmitglieder und 110 Passagiere, überlebten den Unfall.[6]

- Am 10. September 1976 kollidierte eine Trident 3B der British Airways (G-AWZT) im Flug über Jugoslawien mit einer Douglas DC-9 der Inex Adria, Kennzeichen YU-AJR. Alle 176 Menschen an Bord der beiden Maschinen kamen hierbei ums Leben. Die Kollision wurde später auf einen Fehler der Flugsicherung zurückgeführt (siehe auch Flugzeugkollision von Zagreb).

- Am 14. März 1979 stürzte eine Trident 2E der chinesischen CAAC (B-274) kurz nach dem Start vom Flughafen Peking-Xijiao (China) in eine Fabrik. Dabei kamen alle 12 Besatzungsmitglieder, die einzigen Insassen, sowie 32 Menschen am Boden ums Leben. Die Maschine befand sich auf einem Trainingsflug (siehe auch Diebstahl und Absturz einer Hawker Siddeley Trident der CAAC 1979).[7]

- Am 26. April 1982 kollidierte eine am Flughafen Guangzhou-Baiyun (alt) gestartete Trident 2E der chinesischen CAAC (B-266) im Anflug auf den Flughafen Guilin Qifengling mit einem Berg etwa 60 km südöstlich davon. Alle 112 Personen an Bord wurden getötet. Zu der Unfallursache existieren widersprüchliche Angaben (siehe auch CAAC-Flug 3303).[8]

- Am 27. Februar 1983 überrollte eine Trident 2E der chinesischen CAAC (B-260) bei der Landung auf dem Flughafen Fuzhou Yixu (China) das Landebahnende. Das Bugfahrwerk brach zusammen, die Maschine wurde irreparabel beschädigt. Alle 96 Insassen überlebten den Unfall.[9]

- Am 14. September 1983 rollte eine Trident 2E der chinesischen CAAC (B-264) auf dem Flughafen Guilin Qifengling (China) auf die Startbahn. Dabei stürzte ein Bomber des Typs Harbin H-5 in die rechte Seite der Passagiermaschine. Dadurch wurden 11 Passagiere von den insgesamt 106 Insassen getötet. Das Flugzeug wurde irreparabel beschädigt (siehe auch Flugzeugkollision von Guilin 1983).[10]

- Am 31. August 1988 rutschte auf dem Flughafen Guangzhou-Baiyun (alt) gestartete Trident 2E der chinesischen CAAC (B-2218) auf dem Hongkonger Flughafen Kai Tak bei einer Bruchlandung ins Hafenbecken. Die Unfallursache war vermutlich eine plötzliche Sichtverschlechterung durch Starkregen, 7 Insassen ertranken (siehe auch CAAC-Flug 301).[11]

- Am 22. März 1990 wurde eine Trident 2E der Air China (B-2208) für die Landung auf dem Flughafen Guilin Qifengling (China) zu hoch angeflogen und setzte erst sehr spät auf der Landebahn auf. Sie überrollte das Ende der sehr nassen Landebahn, geriet in weichen Boden und  wurde irreparabel beschädigt. Alle 107 Insassen, fünf Besatzungsmitglieder und 102 Passagiere, überlebten den Unfall.[12]

## Technische Daten
| Kenngröße | Trident 1C                                            | Trident 1E                                             | Trident 2E                                              | Trident 3B                                                                                                |
| --- | ----------------------------------------------------- | ------------------------------------------------------ | ------------------------------------------------------- | --- |
| Anzahl gebaut | 24                                                    | 15                                                     | 50                                                      | 28 |
| Cockpit-Besatzung | 3                                                     | 3                                                      | 3                                                       | 3 |
| Spannweite | 27,38 m                                               | 28,96 m                                                | 29,87 m                                                 | 29,87 m                                                                                                   |
| Länge | 34,98 m                                               | 34,98 m                                                | 34,98 m                                                 | 39,98 m                                                                                                   |
| Höhe | 8,23 m                                                | 8,23 m                                                 | 8,23 m                                                  | 8,80 m |
| Flügelfläche | 126,20 m²                                             | 134,30 m²                                              | 135,82 m²                                               | 138,70 m²                                                                                                 |
| Flügelpfeilung | 35,0°                                                 | 35,0°                                                  | 35,0°                                                   | 35,0° |
| Flügelstreckung | 5,94                                                  | 6,24                                                   | 6,57                                                    | 6,43 |
| Leermasse | 30.595 kg                                             | 30.595 kg                                              | 33.203 kg                                               | 33.203 kg                                                                                                 |
| max. Startmasse | 52.160 kg                                             | 58.000 kg                                              | 63.500 kg                                               | 68.039 kg                                                                                                 |
| max. Passagierkapazität | 103                                                   | 149                                                    | 149                                                     | 180 |
| Reisegeschwindigkeit | 959 km/h                                              | 926 km/h                                               | 959 km/h                                                | 935 km/h                                                                                                  |
| max. Reichweite | 4.602 km                                              | 3.611 km                                               | 4.148 km                                                | 2.750 km                                                                                                  |
| Dienstgipfelhöhe | 8.992 m                                               | 8.992 m                                                | 8.992 m                                                 | 8.992 m                                                                                                   |
| Triebwerke | 3 × Rolls-Royce Spey 505-5 mit je 9.850 lbf (43,8 kN) | 3 × Rolls-Royce Spey 511-5 mit je 11.400 lbf (50,7 kN) | 3 × Rolls-Royce Spey 512-5W mit je 11.930 lbf (53,1 kN) | 3 × Rolls-Royce Spey 512-5W mit je 11.930 lbf (53,1 kN) 1 × Rolls-Royce RB.162-86 mit 5.250 lbf (23,4 kN) |
| Quelle: Günter Endres, William Green, Gordon Swanborough: Das große Buch der Passagierflugzeuge. Motorbuch, Stuttgart 2000, ISBN 3-7276-7129-7. |                                                       |                                                        |                                                         | |

## Erhaltene Exemplare
In Großbritannien sind vier vollständige Tridents erhalten geblieben: eine Trident 1C, Kennzeichen G-ARPH, in Cosford, Shropshire; eine Trident 2E, Kennzeichen G-AVFB, in Duxford bei Cambridge; eine Trident 3B, Kennzeichen G-AWZM in der Ausstellung des British Science Museum in Wroughton, Wiltshire; eine weitere Trident 3B, Kennzeichen G-AWZK, die im September und Oktober 2005, aus Transportgründen teilweise demontiert, vom vorherigen Standort London-Heathrow zum Aviation Viewing Park am Flughafen Manchester transportiert wurde, wo sie ausgestellt werden soll. Alle vier genannten Tridents flogen früher für British Airways.

## Bildergalerie

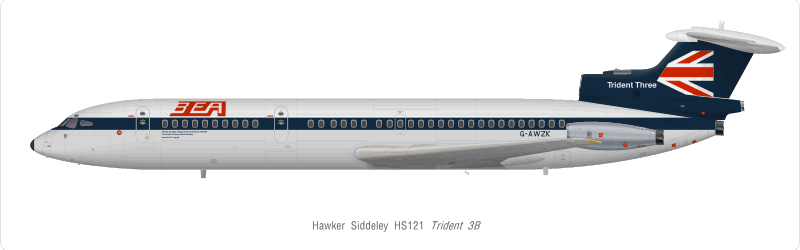
Hawker Siddeley Trident 3B G-AWZK
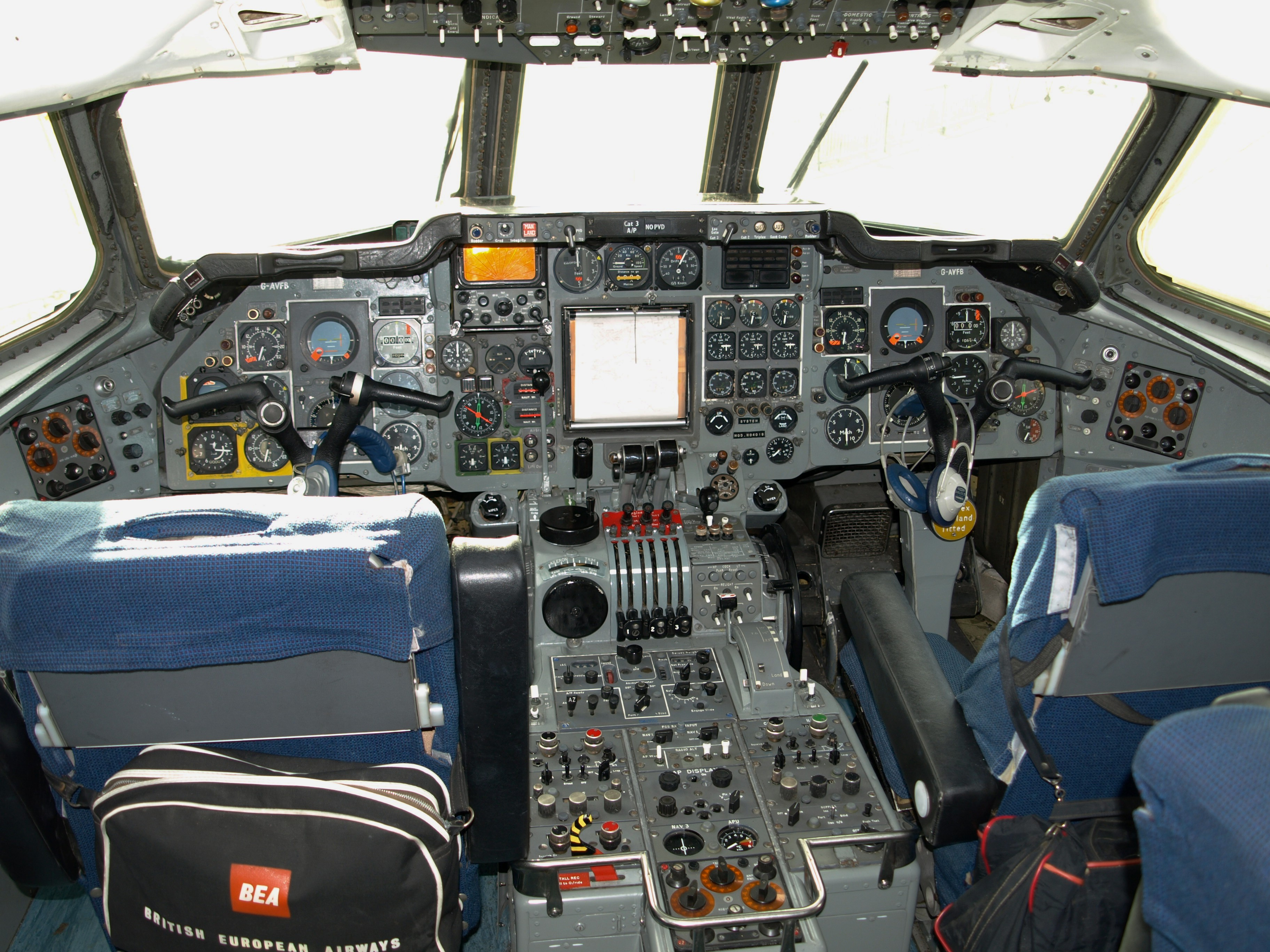
Flight deck (Cockpit)
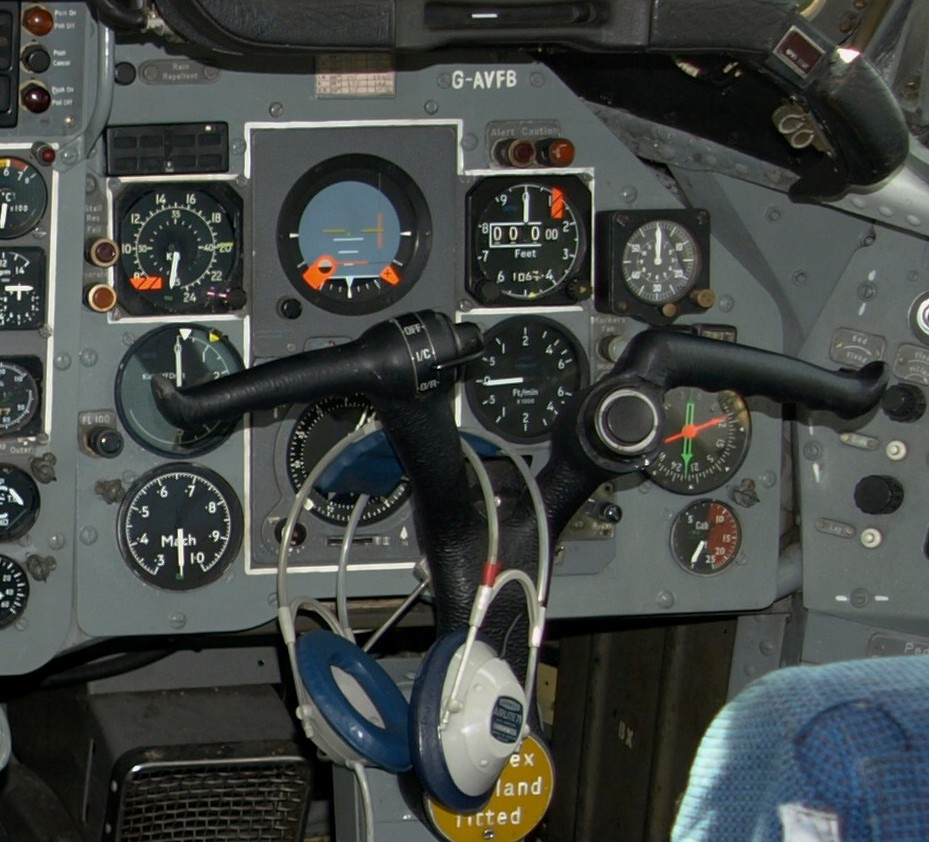
Primary flight instrument panel P2 (First Officer/Copilot)
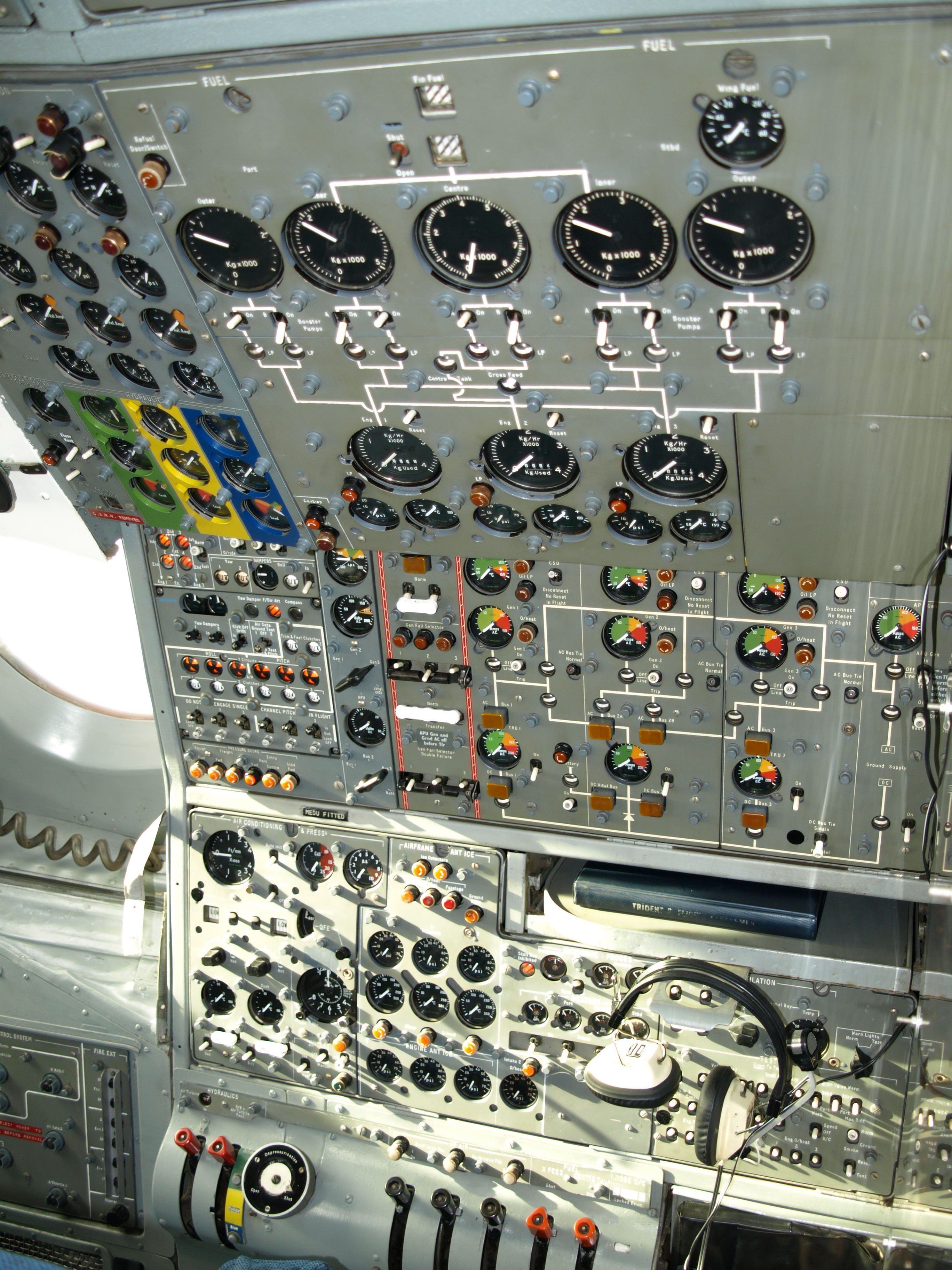
Position P3 (Flight engineer/Flugingenieur)
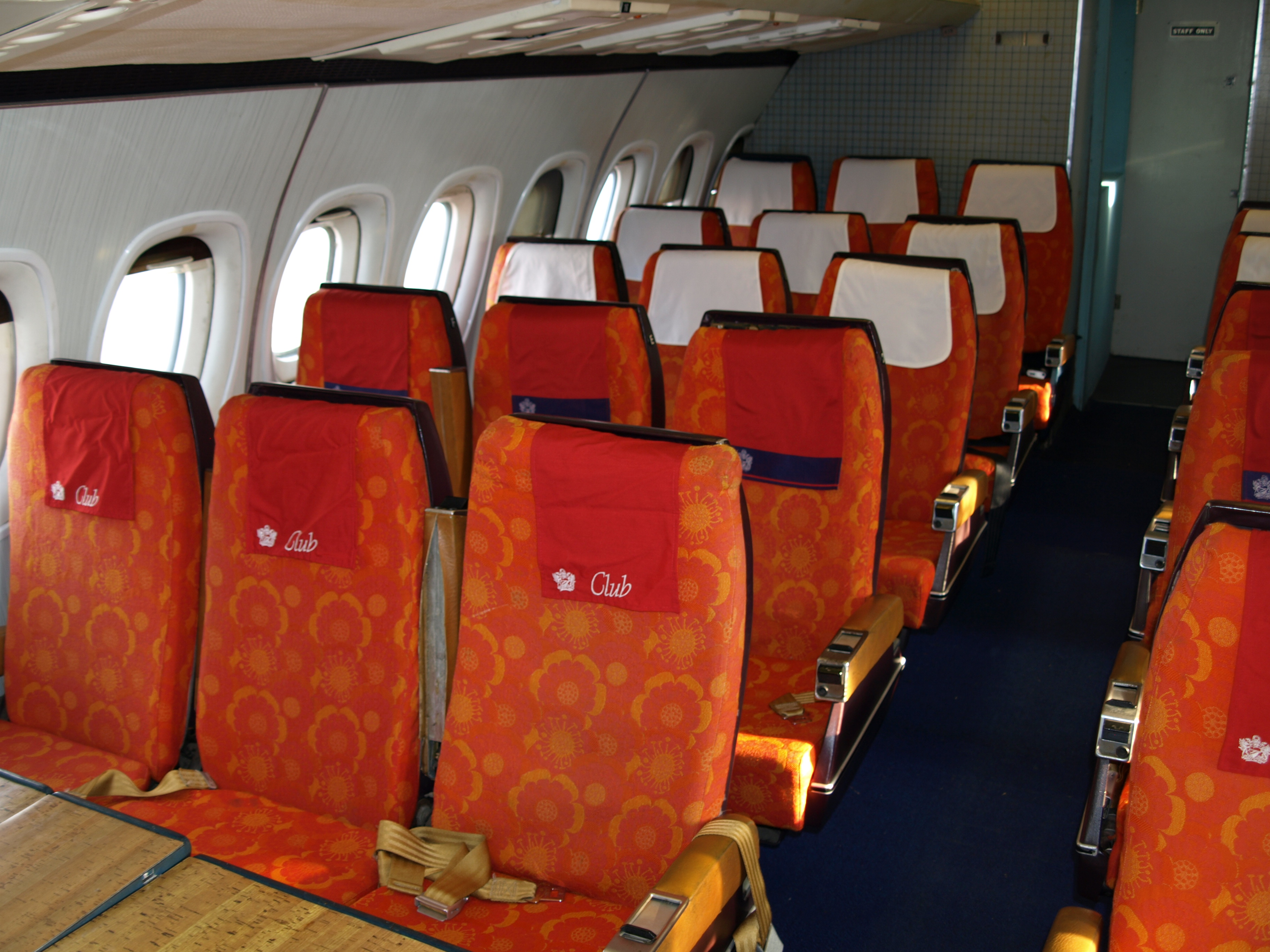
Passagierkabine